# باب کانر
باب کانر (انگلیسی: Bob Connor; ۱۳ اکتبر ۱۹۲۲ – اکتبر ۲۰۰۲) بازیکن فوتبال اهل بریتانیا بود.
از باشگاه‌هایی که در آن بازی کرده‌است می‌توان به باشگاه فوتبال ورکسام، باشگاه فوتبال بث سیتی، و باشگاه فوتبال برادفورد سیتی اشاره کرد.